# Scorpio savanicola
Espèce
Scorpio savanicola est une espèce de scorpions de la famille des Scorpionidae.

## Distribution
Cette espèce est endémique du Nord du Cameroun. Elle se rencontre vers Garoua.

## Description
Le mâle holotype mesure 47,2 mm, 42,4 mm sans le telson et la femelle paratype 56,5 mm, 51,1 mm sans le telson.

## Étymologie
Son nom d'espèce lui a été donné en référence au lieu de sa découverte, la savane.
,

## Publication originale
- Lourenço, 2009 : « Reanalysis of the genus Scorpio Linnaeus 1758 in sub-Saharan Africa and description of one new species from Cameroon (Scorpiones, Scorpionidae). » Mitteilungen aus dem Hamburgischen Zoologischen Museum und Institut, vol. 15, no 181, p. 99-113 (texte intégral).